# Kościół ewangelicki w Trzanowicach
Kościół ewangelicki w Trzanowice – modernistczny kościół w Trzanowicach, w kraju morawsko-śląskim w Czechach, należący do miejscowego zboru Śląskiego Kościoła Ewangelickiego Augsburskiego Wyznania. 

## Historia
W 1858 roku w Trzanowicach powstał cmentarz, na którym wybudowano kostnicę. Rada cmentarna 7 stycznia 1894 roku postanowiła o jej powiększeniu i przebudowie na kaplicę, gdzie mogłyby się odbywać nabożeństwa. Od 1896 roku prowadzono zbiórki funduszy na ten cel. Po pięciu latach zawiązano komisję budowlaną oraz pozyskano w ramach darowizny teren pod budowę. Jednak w 1915 roku zebrane środki zostały zabrane przez państwo jako pożyczka wojenna, zarekwirowano również dzwony z wieży kostnicy. Nabożeństwa prowadzono więc na cmentarzu, a po 1915 roku w budynku szkoły. 
Początkowe plany budowy kaplicy zostały zmienione i postanowiono o budowie kościoła. Kolejną komisję budowlaną powołano w 1927 roku, przeprowadzono też ponowną zbiórkę pieniędzy. Świątynię zaprojektował architekt Tadeusz Michejda. Kamień węgielny pod budowę położono 8 września 1929 roku, a ukończony budynek poświęcono 13 września 1931 roku. Rok później poświęcono także dwa nowe dzwony. 

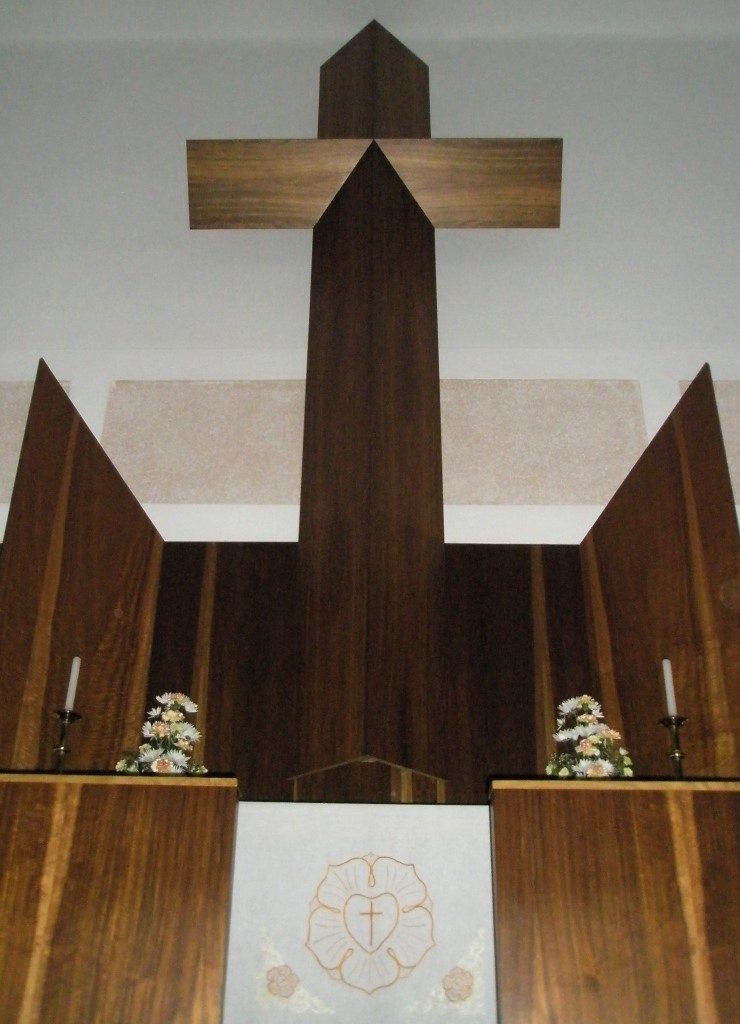
Ołtarz

Trzanowice należały do zboru w Czeskim Cieszynie, a nabożeństwa prowadzili księża z Czeskiego Cieszyna i Ligotki Kameralnej. 
Podczas II wojny światowej zarekwirowano dzwony, jednak w 1944 roku w hucie w Witkowicach zostały odlane trzy nowe i w tym samym roku poświęcone.
Po wojnie stacja kaznodziejska w Trzanowicach należała do zboru w Ligotce Kameralnej. 
W 1947 roku zakupiono nowe organy firmy Rieger z Karniowa. 
11 lipca 1950 roku powołano samodzielny zbór w Trzanowicach. W latach 1952–1953 rozbudowano małą zakrystię przylegającą do budynku kościoła na salę zborową.
W 1984 roku przeprowadzono przebudowę wnętrza kościoła według projektu architekta Karola Cieślara, postawiono nowy ołtarz i kazalnicę. W 1995 roku wyremontowano fasadę oraz schody, pięć lat później uporządkowano otoczenie świątyni i położono nowy bruk.